# Leptocera maculinea
Leptocera maculinea är en tvåvingeart som beskrevs av Richards 1965. Leptocera maculinea ingår i släktet Leptocera och familjen hoppflugor. Inga underarter finns listade i Catalogue of Life.